# Miguel Pacheco Cavero
Miguel Pacheco (Callao, Perú; 12 de abril de 1912-junio de 2005) fue un futbolista peruano que se desempeñaba como half derecho. Fue campeón con Sport Boys Association y también parte del plantel que participó en los Juegos Olímpicos de Berlín 1936.

## Trayectoria
Sus inicios fueron en clubes del Callao. Y luego en los grandes del puerto como Sport Boys Associationen el que fue parte del ascenso en 1932 y luego campeón en 1935y 1937. Para finalizar su carrera en el Club Atlético Chalaco.

## Selección nacional
Fue internacional con la Selección de fútbol del Perú en los Juegos Olímpicos de Berlín 1936.

### Participaciones en Juegos Olímpicos
| Juegos                          | Sede     | Resultado        |
| ------------------------------- | -------- | ---------------- |
| Juegos Olímpicos de Berlín 1936 | Alemania | Cuartos de final |

## Clubes
| Club                         | País | Temporada |
| ---------------------------- | ---- | --------- |
| Atlético Alianza Callao      | Perú | 1927-1928 |
| Alianza Frigorífico Nacional | Perú | 1930      |
| Sport Boys Association       | Perú | 1931-1940 |
| Club Atlético Chalaco        | Perú | 1941-1943 |

## Palmarés

#### Campeonatos nacionales
| Título                    | Club                   | País | Año  |
| ------------------------- | ---------------------- | ---- | ---- |
| Segunda División          | Sport Boys Association | Perú | 1931 |
| Primera División del Perú | Sport Boys Association | Perú | 1935 |
| Primera División del Perú | Sport Boys             | Perú | 1937 |